# Canton de Cholet-3
Le canton de Cholet-3 est  un ancien canton français situé dans le département de Maine-et-Loire et la région Pays de la Loire.

## Composition
| Nom                      | Code Insee | Intercommunalité        | Population (dernière pop. légale)               |
| ------------------------ | ---------- | ----------------------- | ----------------------------------------------- |
| Cholet (chef-lieu)       | 49099      | CA Cholet Agglomération | Fraction : 23 240(2012) Commune : 53 853 (2014) |
| Saint-Christophe-du-Bois | 49269      | CA Cholet Agglomération | 2 586 (2014)                                    |
| La Tessoualle            | 49343      | CA Cholet Agglomération | 3 097 (2014)                                    |

Le canton  de Cholet-III comprenait :
- deux communes entières ;
- la portion de territoire de la ville de Cholet non incluse dans les cantons de Cholet-I et de Cholet-II.

## Géographie
Situé dans les Mauges, ce canton est organisé autour de Cholet dans l'arrondissement de Cholet. Sa superficie, est de 43 km2, et son altitude varie de 53 mètres (Saint-Christophe-du-Bois) à 184 mètres (Cholet).
| Nom de la commune        | Surface (ha) | Alt. mini (m) | Alt. maxi (m) |
| ------------------------ | ------------ | ------------- | ------------- |
| Saint-Christophe-du-Bois | 2 175        | 53            | 141           |
| La Tessoualle            | 2 121        | 72            | 164           |
| Cholet                   | 8 747        | 63            | 184           |

## Histoire
Le canton de Cholet-3 a été créé par décret du 23 juillet 1973 redécoupant les cantons de Cholet-Est et Cholet-Ouest en trois cantons.
Le nouveau découpage territorial pour le département de Maine-et-Loire est défini par le décret du 26 février 2014. Le canton est supprimé par ce décret.

## Administration
Le canton de Cholet-3 est la circonscription électorale servant à l'élection des conseillers généraux, membres du conseil général de Maine-et-Loire.
| Période | Période   | Identité               | Étiquette        | Qualité                                              |
| ------- | --------- | ---------------------- | ---------------- | ---------------------------------------------------- |
| 1973    | 1994      | Francis Bochereau      | CDP puis UDF-CDS | Adjoint au maire de Cholet                           |
| 1994    | 2008      | Michel Manceau         | DVD              | Ancien maire (1971-2004) de Saint-Christophe-du-Bois |
| 2008    | mars 2015 | Florence Dabin-Hérault | UMP              | Adjointe au maire de Cholet                          |

### Résultats électoraux détaillés
- Élections cantonales de 2001 : Michel Manceau (Divers droite) est élu au 1er tour avec 54,44 % des suffrages exprimés, devant Jean-Pierre Geindreau (PS) (21,94 %), Robert Cerisier (Divers gauche) (7,23 %) et Claude Biardeau (PCF) (7,01 %). Le taux de participation est de 61,49 % (11 415 votants sur 18 564 inscrits)[5].
- Élections cantonales de 2008 : Florence Dabin-Hérault (Divers droite) est élue au 2e tour avec 57,32 % des suffrages exprimés, devant Zahra  Scotet (PS) (42,68 %). Le taux de participation est de 43,15 % (8 419 votants sur 19 509 inscrits)[6].

## Démographie
| 1975 | 1982 | 1990   | 1999   | 2006   | 2011   | 2012   |
| ---- | ---- | ------ | ------ | ------ | ------ | ------ |
| -    | -    | 28 294 | 27 672 | 28 446 | 28 828 | 28 939 |